# Anthoptus
Anthoptus is een geslacht van vlinders van de familie dikkopjes (Hesperiidae), uit de onderfamilie Hesperiinae.

## Soorten
- A. epictetus (Fabricius, 1793)
- A. insignis (Plötz, 1882)
- A. macalpinei Freeman, 1969